# Dion Pereira
Dion Enrico Pereira (Watford, Inglaterra, 25 de marzo de 1999) es un futbolista inglés de ascendencia portuguesa. Juega de extremo en el Crawley Town F. C. de la League Two.

## Trayectoria
El 6 de mayo de 2017 debutó a nivel profesional con el Watford F. C. en la derrota por 3-0, de visita, ante el Leicester City. En su primer año ganó el premio a jugador joven del Watford de la temporada 2016-17.
El 15 de enero de 2019 fichó por el Atlanta United de la MLS. Se unió al equipo reserva, el Atlanta United 2 y debutó el 10 de marzo de 2019 en la victoria por 2-0 sobre el Harford Athletic por la USL Championship. Pereira fue liberado del Atlanta United al término de la temporada 2019.

## Estadísticas
Actualizado al último partido disputado el 5 de mayo de 2025.
| Club                                                                                       | Div.          | Temporada     | Liga  | Liga  | Copas nacionales(1) | Copas nacionales(1) | Copas internacionales(2) | Copas internacionales(2) | Total | Total |
| Club                                                                                       | Div.          | Temporada     | Part. | Goles | Part.               | Goles               | Part.                    | Goles                    | Part. | Goles |
| ------------------------------------------------------------------------------------------ | ------------- | ------------- | ----- | ----- | ------------------- | ------------------- | ------------------------ | ------------------------ | ----- | ----- |
| Watford F. C. Inglaterra                                                                   | 1.ª           | 2016-17       | 2     | 0     | 0                   | 0                   | ―                        | ―                        | 2     | 0     |
| Watford F. C. Inglaterra                                                                   | Total club    | Total club    | 2     | 0     | 0                   | 0                   | 0                        | 0                        | 2     | 0     |
| Atlanta United 2 Estados Unidos                                                            | 2.ª           | 2019          | 5     | 0     | ―                   | ―                   | ―                        | ―                        | 5     | 0     |
| Atlanta United 2 Estados Unidos                                                            | Total club    | Total club    | 5     | 0     | 0                   | 0                   | 0                        | 0                        | 5     | 0     |
| Atlanta United Estados Unidos                                                              | 1.ª           | 2019          | 18    | 0     | 2                   | 0                   | ―                        | ―                        | 21    | 0     |
| Atlanta United Estados Unidos                                                              | Total club    | Total club    | 18    | 0     | 2                   | 0                   | 0                        | 0                        | 20    | 0     |
| Luton Town F. C. Inglaterra                                                                | 2.ª           | 2020-21       | 1     | 0     | 0                   | 0                   | ―                        | ―                        | 1     | 0     |
| Luton Town F. C. Inglaterra                                                                | 2.ª           | 2021-22       | 0     | 0     | 1                   | 0                   | ―                        | ―                        | 1     | 0     |
| Yeovil Town F. C. Inglaterra                                                               | 5.ª           | 2021-22       | 1     | 0     | 0                   | 0                   | ―                        | ―                        | 1     | 0     |
| Yeovil Town F. C. Inglaterra                                                               | Total club    | Total club    | 1     | 0     | 0                   | 0                   | 0                        | 0                        | 1     | 0     |
| Bradford City A. F. C. Inglaterra                                                          | 4.ª           | 2021-22       | 10    | 1     | ―                   | ―                   | ―                        | ―                        | 10    | 1     |
| Luton Town F. C. Inglaterra                                                                | 2.ª           | 2022-23       | 0     | 0     | 1                   | 0                   | ―                        | ―                        | 1     | 0     |
| Luton Town F. C. Inglaterra                                                                | Total club    | Total club    | 1     | 0     | 2                   | 0                   | 0                        | 0                        | 3     | 0     |
| Bradford City A. F. C. Inglaterra                                                          | 4.ª           | 2022-23       | 14    | 1     | 4                   | 0                   | ―                        | ―                        | 18    | 1     |
| Bradford City A. F. C. Inglaterra                                                          | Total club    | Total club    | 24    | 2     | 4                   | 0                   | 0                        | 0                        | 28    | 2     |
| Sutton United F. C. Inglaterra                                                             | 4.ª           | 2023-24       | 14    | 0     | 3                   | 2                   | ―                        | ―                        | 17    | 2     |
| Sutton United F. C. Inglaterra                                                             | Total club    | Total club    | 14    | 0     | 3                   | 2                   | 0                        | 0                        | 17    | 2     |
| Dagenham & Redbridge F. C. Inglaterra                                                      | 5.ª           | 2023-24       | 17    | 3     | ―                   | ―                   | ―                        | ―                        | 17    | 3     |
| Dagenham & Redbridge F. C. Inglaterra                                                      | 5.ª           | 2024-25       | 35    | 10    | 3                   | 1                   | ―                        | ―                        | 38    | 11    |
| Dagenham & Redbridge F. C. Inglaterra                                                      | Total club    | Total club    | 52    | 13    | 3                   | 1                   | 0                        | 0                        | 55    | 14    |
| Crawley Town F. C. Inglaterra                                                              | 4.ª           | 2025-26       | 0     | 0     | 0                   | 0                   | ―                        | ―                        | 0     | 0     |
| Crawley Town F. C. Inglaterra                                                              | Total club    | Total club    | 0     | 0     | 0                   | 0                   | 0                        | 0                        | 0     | 0     |
| Total carrera                                                                              | Total carrera | Total carrera | 117   | 15    | 14                  | 3                   | 0                        | 0                        | 131   | 18    |
| (1) Incluye datos de la U.S. Open Cup, FA Cup, Copa de la Liga de Inglaterra y EFL Trophy. |               |               |       |       |                     |                     |                          |                          |       |       |

## Palmarés

### Títulos nacionales
| Título        | Club           | País           | Año  |
| ------------- | -------------- | -------------- | ---- |
| U.S. Open Cup | Atlanta United | Estados Unidos | 2019 |